# 팔코 그라이스
팔코 그라이스(독일어: Falco Grice, 일본어: ファルコᆞグライス, 영어: Falco Grice)는 《 진격의 거인 》의 주연급 등장인물이다. 2부인 91화부터 첫 등장하는 마레 제국군 소속 전사 후보생 남자아이로 가비 브라운, 조피아, 우도와는 어려서부터 아홉 거인의 전사 계승권을 두고 경쟁해 온 친구이자 경쟁자, 라이벌 지간이었다. 현재는 가비 브라운을 따라가려다가 파라디 섬에 도달한 뒤 산전수전을 겪고 포르코 갤리어드로부터 턱 거인을 이어받아 턱 거인의 전사가 된다. 일본판 성우는 하나에 나츠키 (花江夏樹)이다.

## 정발판의 오역: 팔코 글라이스(Falco Glice)
진격의 거인 한국어 공식 번역판은 오역이 숱하기로 악명이 높고 캐릭터들의 이름도 원 발음인 독일어가 아닌 일본어 표기 음차 형태로 오역된 부분이 많아 매번 질 낮은 오역으로 독자들의 비판을 받아 왔다. 팔코 그라이스(Falco Grice)도 한국어판으로 넘어와서 이름이 본래 표기와 다르게 오역된 그 사람들 중 한 사람이다. 
일본어 공식 표기와 일본어 위키백과, 진격의 거인 해외 팬덤 위키, 영문판 단행본, 웹 페이지에서도 명백히 'Falco Grice'로 표기되어 있다. 근데 공식 한국어 단행본에는 그라이스의 'r'를 'l'로 바꾼 글라이스, 팔코 글라이스로 잘못 번역했다. 비슷한 피해 사례인 에렌 예거와 에르빈 스미스에서 에렌(Eren)과 에르빈(Erwin)의 어미 모음인 'r' 자를 'l'로 잘못 번역한 사례와 비슷한 예시이다. 그런 이유로 본 위키백과는 원작에 대한 마땅한 존중 차원으로 공식 영문 표기인 'Falco Grice'를 따라 '팔코 그라이스'라고 정했다.

### 팔코 (Falco)
팔코는 서유럽식 이름으로 이름으로 표기할 시에는 'Falko'라고 표기한다. '매 (Hawk)'를 의미하는 독일어 단어이다. 매는 지혜롭고 날카로운 직관력과 예리한 통찰력, 미래와 앞일을 꿰뚫어 보는 예지력을 상징하는 동물. 작중에서 가장 현명하고 상황을 지혜롭게 꿰뚫는 팔코에게 어울리는 이름. 포르코처럼 이름이 동물에서 유래되었다는 공통점이 있다.

### 그라이스 (Grice)
그라이스는 영국식 성씨이다. 에르빈 스미스처럼 독일계 성명이 아니라 영국식 성을 성씨로 쓰는 특이한 캐릭터 중 한 명이다. 그라이스는 회색, 곡식을 뜻한다. 반면에 가비 브라운은 성씨가 독일어로 '갈색(Braun)'을 의미하며, 영미식 발음으로는 'Brown'으로 바꿔 쓸 수 있다.

## 개요
가비 브라운과 더불어 아이들 세대에 한정해서 투톱 주연의 비중을 차지하는 중요 인물로 갑주의 거인을 계승해 최종적으로 명예 마레인이 되고자 전사 후보생이 되었다. 마레 제국 내 레벨리오 수용구 출신의 위미르의 백성 혈통을 잇는 엘디아인 소남. 백금색 계열의 머리와 순한 얼굴을 지닌 남자아이다. 그라이스 가문의 둘째이자 막내로 가족으로는 부모님과 친형이자 짐승 거인의 차기 계승자로 내정된 콜트 그라이스가 있다. 다이나 프리츠와 그리샤 예거와 같이 엘디아 제국을 복권시키려던 반 마레군 세력의 간부인 삼촌을 두었다. 삼촌인 그라이스 씨가 반역죄로 인해 그라이스 일가 전체가 죄인으로 몰려 낙원행당할 위기에 놓이자 속죄와 명예 회복을 위하여 어려서부터 전사 후보생이 되기 위한 교육을 받아 왔다. 숙부인 그라이스의 죄로 인해 풍비박산나게 생긴 가문을 살리기 위해 지원했지만, 본인이 지원한 진정한 이유는 어떤 대의도 아니라, 순전히 사모하는 가비 브라운을 지키기 위해서였다.

## 작중 행적

### 《 91화: 바다 너머의 세계 》슬라바 요새 공략 전투
팔코 그라이스는 진격의 거인 마레 편이 시작되고 등장한 마레 제국의 수많은 뉴 페이스(신규 캐릭터)들 중 최초로 등장한 캐릭터이다. 91화에서 마레와 중동 연합의 마지막 전투가 펼쳐지는 슬라바 요새를 두고 참호전을 벌이던 중 형인 콜트와 부대원들과 함께 요새로 진격하던 참이었는데 연합군의 유탄 포화 속에서 모두 전멸하고 형과 둘이서만 살아남는다. 첫 컷부터 어디론가 멀리 날아가는 새 한 마리를 보고 "거기 가면 안 돼!

## 인기 투표
- 제2회 인기 캐릭터 투표 당시 캐릭터들 중 41위를 차지했다. 가비 브라운은 23위로 훨씬 높은 순위를 차지했다.